# 黄边糙鸟蛤
黄边糙鸟蛤（学名：Vasticardium flavum），又名黃邊鳥尾蛤，是帘蛤目鸟尾蛤科Vasticardium的一种。主要分布于中国大陆、台湾，常栖息在浅海。